# Pillsbury – Lasker, Sankt Petersburg 1896
| Die Kontrahenten             | Die Kontrahenten        |
| ---------------------------- | ----------------------- |
| Weiß: Harry Nelson Pillsbury | Schwarz: Emanuel Lasker |
| Weiß: Harry Nelson Pillsbury | Schwarz: Emanuel Lasker |

Pillsbury – Lasker, Sankt Petersburg 1896 ist eine Schachpartie, die zwischen Harry Nelson Pillsbury und dem damaligen Schachweltmeister Emanuel Lasker am 4. Januar 1896 in der zehnten Runde des Turniers zu Sankt Petersburg 1895/96 gespielt wurde. Die Partie gilt vielfach als Laskers bedeutendste Kombinationspartie; er selbst hat sie als „die allerbeste seiner ganzen Schachkarriere“ bezeichnet.
Zu dem Petersburger Turnier wurden Lasker, Wilhelm Steinitz, Pillsbury und Michail Tschigorin eingeladen. Siegbert Tarrasch sagte kurz vorher aus beruflichen Gründen ab. Somit wurde das Turnier später auch als Viermeister-Turnier bekannt. Jeder spielte sechsmal gegen jeden der anderen Teilnehmer. Das Turnier begann am 13. Dezember 1895 und dauerte fast sieben Wochen.
Pillsbury hatte zuvor das Turnier in Hastings 1895 gewonnen und galt als einer der weltbesten Schachspieler. Nach drei Umläufen im Turnier führte er, gefolgt von Lasker. Pillsbury hatte zwei seiner drei Partien gegen Lasker gewinnen können und somit seinen persönlichen Score gegen Lasker zum 2-2-1 ausgleichen können. Insgesamt hat Pillsbury von den fünfzehn mit Lasker in ihrer schachlichen Laufbahn gespielten Partien sechs gewonnen, fünf verloren und vier wurden remis.
Nach einem Sieg in dieser Partie hätte Pillsbury exzellente Chancen auf den Turniersieg gehabt. In diesem Fall wäre ein Schatten auf Laskers Weltmeistertitel gefallen. Möglicherweise wäre Lasker gezwungen gewesen, einen Titelkampf gegen Pillsbury auszutragen. Einem Gerücht zufolge hatte Pillsbury just am Vorabend der Partie gegen Lasker von seiner schweren Syphilis-Erkrankung erfahren, an der er später verstarb. Möglicherweise liegt hierin eine Erklärung für die vielen Ungenauigkeiten und Rechenfehler Pillsburys.
Lasker bietet im Laufe der Partie seine beiden Türme überraschend als Opfer auf a3 an, aber auch Pillsbury ist auf der Höhe und findet ausgezeichnete Verteidigungszüge. Der kreative Angriff Laskers und die umsichtige Verteidigung Pillsburys prallen aufeinander. Durch beidseitige Ungenauigkeiten in Zeitnot stehen beide Spieler zwischenzeitlich auf Gewinn, doch schließlich macht Pillsbury den entscheidenden Fehler und lässt das zweite, entscheidende Turmopfer zu – wenige Züge später ist er matt. Der frühere Weltmeister Garri Kasparow sprach von einer „Kombination, auf die jeder Spitzenspieler der heutigen Zeit stolz sein würde“.

## Partie
1. d2–d4
Alle fünf vorherigen Spiele zwischen beiden Gegnern wurden stattdessen mit dem Königsbauern eröffnet und mündeten entweder in Spanische oder Russische Partien. Dieses Mal probiert Pillsbury den Aufzug des Damenbauern …
1. … d7–d5
2. c2–c4 e7–e6
… und Lasker wählt als Antwort darauf das abgelehnte Damengambit.
3. Sb1–c3 Sg8–f6
4. Sg1–f3 c7–c5
Und mit diesem Bauernzug wählt Lasker die verbesserte Tarrasch-Verteidigung. Dieser Eröffnungsaufbau war zu dieser Zeit noch recht neu. Wenige Tage später, im selben Turnier, hatten die zwei Spieler diese Stellung wieder auf dem Brett, diesmal mit vertauschten Farben. Pillsbury spielte hier das altbekannte 4. … Lf8–e7. Er konnte großen Vorteil in der Eröffnung erringen, aber nach ein paar Ungenauigkeiten verflüchtigte dieser sich und die Partie endete Remis.
5. Lc1–g5
Dieser Läuferzug ist ok, wird aber selten gespielt. Die Hauptvariante ist 5. c4xd5 Sf6xd5 6. e2–e4 Sd5xc3 7. b2xc3. Die Bauernstruktur ist identisch zur Abtauschvariante der Grünfeld-Indischen Verteidigung, nur dass Schwarz hier seinen Läufer f8 via b4 abtauscht, während er ihn dort nach g7 stellt. In beiden Fällen hat Weiß ein schönes Bauernzentrum, aber Schwarz wird für alle seine Figuren gute Felder finden und versuchen, das weiße Zentrum – insbesondere d4 – unter Druck zu setzen. Die asymmetrische Bauernstruktur sorgt für ein interessantes Spiel.
5. … c5xd4!
6. Dd1xd4?!
Da Weiß hiermit bestenfalls Ausgleich erreicht, verdient wohl 6. Sf3xd4! den Vorzug. Nach etwa 6. … e6–e5 7. Lg5xf6 g7xf6 8. Sd4–b3 d5–d4 9. Sc3–d5 hat Schwarz das Läuferpaar, dafür erhält Weiß schönes Figurenspiel auf den weißen Feldern.
6. … Sb8–c6
Mit Zeitgewinn (Tempo).
7. Dd4–h4
8 Jahre später in Cambridge Springs, wieder gegen Lasker, spielte Pillsbury den Zug 7. Lg5xf6!?. Pillsbury konnte diese Partie gewinnen, was aber nicht an der Eröffnung lag. Schwarz gleicht nach 7. … g7xf6 8. Dd4–h4 d5xc4! ohne größere Probleme aus, da sein Läuferpaar seine etwas schlechtere Bauernstruktur kompensiert.
7. … Lf8–e7
| \| \| a \| b \| c \| d \| e \| f \| g \| h \| \| \| 8 \| \| \| \| \| \| \| \| \| 8 \| \| 7 \| \| \| \| \| \| \| \| \| 7 \| \| 6 \| \| \| \| \| \| \| \| \| 6 \| \| 5 \| \| \| \| \| \| \| \| \| 5 \| \| 4 \| \| \| \| \| \| \| \| \| 4 \| \| 3 \| \| \| \| \| \| \| \| \| 3 \| \| 2 \| \| \| \| \| \| \| \| \| 2 \| \| 1 \| \| \| \| \| \| \| \| \| 1 \| \| \| a \| b \| c \| d \| e \| f \| g \| h \| \| Stellung nach 7. … Lf8–e7 |   |   |   |   |   |   |   |   |   |
| | a | b | c | d | e | f | g | h |   |
| 8 |   |   |   |   |   |   |   |   | 8 |
| 7 |   |   |   |   |   |   |   |   | 7 |
| 6 |   |   |   |   |   |   |   |   | 6 |
| 5 |   |   |   |   |   |   |   |   | 5 |
| 4 |   |   |   |   |   |   |   |   | 4 |
| 3 |   |   |   |   |   |   |   |   | 3 |
| 2 |   |   |   |   |   |   |   |   | 2 |
| 1 |   |   |   |   |   |   |   |   | 1 |
| | a | b | c | d | e | f | g | h |   |

8. 0–0–0
Die lange Rochade ist zweischneidig, da des Weißen Königsstellung am Damenflügel durch den Bauernzug c2–c4 geschwächt wurde (c-Linie, Diagonale b1–h7). Auch verfügt Schwarz über einfache Züge wie Dd8–a5, Lc8–d7, Ta(f)–c8 und Sc6–b4, um seine Stellung zu verbessern.
8. … Dd8–a5
9. e2–e3?
Hier hätte Pillsbury mit 9. c4xd5 e6xd5 10. e2–e4! anerkennen sollen, dass er nichts aus der Eröffnung geholt hat.
9. … Lc8–d7?!
Besser war sofort 9. … h7–h6! Weiß steht dann vor dem Problem, was er mit seinem Läufer g5 anfangen soll. Nimmt er auf f6, schlägt Schwarz mit dem Läufer wieder und anschließend auf c3, wonach es eine kurze Partie geworden wäre.
10. Kc1–b1?!
Auch eine Ungenauigkeit, Weiß hätte wieder 10. c4xd5 spielen sollen. Nach 10. … e6xd5 11. Dh4–f4! nimmt er die Dame aus dem Wirkungsbereich des Le7 und Schwarz könnte nicht mehr 11. … h7–h6 spielen, da dann nach 12. Lg5xf6 Le7xf6 sein Bauer d5 hängt: 13. Td1xd5!, und Schwarz hat nicht mehr die Zeit, auf c3 zu schlagen.
10. … h7–h6!
Lasker lässt sich nicht dreimal bitten.
11. c4xd5 e6xd5
12. Sf3–d4 0–0
Jetzt droht wirklich h6xg5, da der h–Bauer nicht mehr durch die Dame gefesselt ist. Da aber sowohl 13. Lg5–f4 als auch 13. Lg5xh6 an 13. … Se4! scheitern, muss Weiß einen schwarzen Traumläufer auf f6 zulassen.
13. Lg5xf6 Le7xf6
14. Dh4–h5 Sc6xd4?!
14. … Ld7–e6 war noch besser, da 15. Sd4xe6?! f6xe6 dem Schwarzen die f-Linie öffnen würde, und es würde unverhinderbar Lf6xc3 und Tf8xf2 drohen. Auch wäre die im nächsten Absatz erwähnte Verteidigung für Weiß nicht möglich, da der Sc6 die Da5 deckt.
15. e3xd4 Ld7–e6
16. f2–f4?!
Hier hätte Weiß 16. Lf1–c4! spielen können, um seinen Läufer zur Verteidigung nach b3 zu stellen und auf d5 zu drücken. Genommen werden kann der Läufer nicht, wegen der Fesselung auf der fünften Reihe.
Pillsbury spielt weiterhin auf Gewinn, aber das gibt seine Stellung nicht her. Der zusätzliche Zeitverlust, den Bauern nach f5 zu bringen, statt den Läufer f1 zu entwickeln, gibt Schwarz die Zeit, die er noch braucht, um seinen Ta8 in Stellung zu bringen.
16. … Ta8–c8
17. f4–f5
| \| \| a \| b \| c \| d \| e \| f \| g \| h \| \| \| 8 \| \| \| \| \| \| \| \| \| 8 \| \| 7 \| \| \| \| \| \| \| \| \| 7 \| \| 6 \| \| \| \| \| \| \| \| \| 6 \| \| 5 \| \| \| \| \| \| \| \| \| 5 \| \| 4 \| \| \| \| \| \| \| \| \| 4 \| \| 3 \| \| \| \| \| \| \| \| \| 3 \| \| 2 \| \| \| \| \| \| \| \| \| 2 \| \| 1 \| \| \| \| \| \| \| \| \| 1 \| \| \| a \| b \| c \| d \| e \| f \| g \| h \| \| Stellung nach 17. f4–f5 |   |   |   |   |   |   |   |   |   |
| | a | b | c | d | e | f | g | h |   |
| 8 |   |   |   |   |   |   |   |   | 8 |
| 7 |   |   |   |   |   |   |   |   | 7 |
| 6 |   |   |   |   |   |   |   |   | 6 |
| 5 |   |   |   |   |   |   |   |   | 5 |
| 4 |   |   |   |   |   |   |   |   | 4 |
| 3 |   |   |   |   |   |   |   |   | 3 |
| 2 |   |   |   |   |   |   |   |   | 2 |
| 1 |   |   |   |   |   |   |   |   | 1 |
| | a | b | c | d | e | f | g | h |   |

17. … Tc8xc3!?
Ein Qualitätsopfer für Angriff. Zwar ist der Zug mutig, aber wie leider so oft versprach das schnöde 17. … Le6–d7, was den Läufer dem Angriff durch den f-Bauern entzieht, einen noch größeren Vorteil. Der weiße Angriff mit g4–g5 könnte nicht so schnell erfolgen, wie ein schwarzer mit b5–b4. Ferner hätte Weiß große Probleme mit seinem schwachen d-Bauern, während Schwarz seinen d-Bauern immer mit Ld7–c6 decken könnte.
18. f5xe6!
Die beste Verteidigung. Pillsbury hat erkannt, dass er den Turm nicht mit 18. b2xc3 nehmen darf. Kasparow gab darauf 18. … Da5xc3 19. Dh5–f3 Dc3xf3 20. g2xf3 Le6xf5 mit einem für Schwarz wohl gewonnenen Endspiel an, aber noch stärker ist 18. … Tf8–c8!! und Schwarz hat gewinnbringenden Angriff. Zum Beispiel 19. f5xe6 Da5xc3 20. Dh5xf7+ Kg8–h8 und es ist keine Verteidigung für Weiß erkennbar. Entwickelt er sich zum Beispiel mit 21. Lf1–e2, so folgt Dc3–b4+ 22. Kb1–a1 Tc8–c1+! 23. Td1xc1 Lf6xd4+ 24. Tc1–c3 Ld4xc3 matt.
18. … Tc3–a3!!
| \| \| a \| b \| c \| d \| e \| f \| g \| h \| \| \| 8 \| \| \| \| \| \| \| \| \| 8 \| \| 7 \| \| \| \| \| \| \| \| \| 7 \| \| 6 \| \| \| \| \| \| \| \| \| 6 \| \| 5 \| \| \| \| \| \| \| \| \| 5 \| \| 4 \| \| \| \| \| \| \| \| \| 4 \| \| 3 \| \| \| \| \| \| \| \| \| 3 \| \| 2 \| \| \| \| \| \| \| \| \| 2 \| \| 1 \| \| \| \| \| \| \| \| \| 1 \| \| \| a \| b \| c \| d \| e \| f \| g \| h \| \| Stellung nach 18. … Tc3–a3!! |   |   |   |   |   |   |   |   |   |
| | a | b | c | d | e | f | g | h |   |
| 8 |   |   |   |   |   |   |   |   | 8 |
| 7 |   |   |   |   |   |   |   |   | 7 |
| 6 |   |   |   |   |   |   |   |   | 6 |
| 5 |   |   |   |   |   |   |   |   | 5 |
| 4 |   |   |   |   |   |   |   |   | 4 |
| 3 |   |   |   |   |   |   |   |   | 3 |
| 2 |   |   |   |   |   |   |   |   | 2 |
| 1 |   |   |   |   |   |   |   |   | 1 |
| | a | b | c | d | e | f | g | h |   |

Ein sehr unübliches und schönes Motiv, das die Partie berühmt gemacht hat. Der Turm bietet sich erneut an, und dieses Mal muss er genommen werden, denn sonst schlägt Schwarz auf a2.
19. e6xf7+?
Dieser Zug ist ein Fehler, weil er dem Schwarzen in einigen Varianten die e-Linie für seinen Turm öffnet. Aber es war sehr schwer, das am Brett vorherzusehen. Weiß musste direkt 19. b2xa3 spielen. Mit optimaler Verteidigung hätte er sich dann wohl knapp halten können.
19. … Tf8xf7
20. b2xa3 Da5–b6+
21. Lf1–b5!
Weiß muss den Läufer opfern, um seine Türme zu verbinden. Nach 21. Kb1–a1 Lf6xd4+ oder 21. Kb1–c2 Tf7–c7+ hätten die schwarze Dame und der Turm dem weißen König schnell den Garaus gemacht oder die Rückgabe von zu viel Material erfordert.
21. … Db6xb5+
22. Kb1–a1 Tf7–c7?
Danach ist die Stellung überraschenderweise wieder Remis. Vermutlich waren beide Spieler hier in Zeitnot, womit sich dieser und die nachfolgenden Fehler erklären lassen.
22. … Db5–c4! 23. Dh5–g4 Tf7–e7! hätte gewonnen. Der Turm droht, den Angriff mit Te7–e2 entscheidend zu verstärken. Weiß könnte nicht mit 24. Th1–e1 opponieren, wegen 24. … Te7xe1 25. Td1xe1 und nun der Gabel 25. … Dc4–c3+.
Auch das Heranführen der Dame zur Verteidigung nach b3 hätte nicht geholfen: nach 24. Dg4–h3 Lf6xd4+ 25. Ka1–b1 Te7–e2 26. Dh3–b3 Re2–b2+ 27. Db3xb2 Ld4xb2 28. Kb1xb2 Dc4–e2+ 29. Kb2–a1 De2xg2 hätte Schwarz sein Material mit Zinsen zurückgewonnen und ein gewonnenes Endspiel erreicht.
Diese Varianten sind der Grund warum das Einschalten des Zugpaares 19. e6xf7+ Tf8xf7 ein Fehler war. Hätte Weiß so nicht gespielt, würde der e-Bauer immer noch die e-Linie verstellen und Te7–e2 wäre nicht möglich. Weiss hätte Chancen auf eine erfolgreiche Verteidigung. Was wiederum der Grund ist, dass 17. … Le6–d7 stärker war.
23. Td1–d2 Tc7–c4
24. Th1–d1?
Pillsbury entgeht der Gegenangriff mit 24. Th1–e1!. Lasker müsste Dauerschach zulassen: 24. … Db5–a5 (droht Da5–c3+) 25. Te1–e8+ Kg8–h7 26. Dh5–f5+ g7–g6 27. Te8–e7+! Lf6xe7 28. Df5–f7+
24. … Tc4–c3??
Hier war wiederum 24. … Db5–c6! viel stärker, mit der Drohung 25. … Tc4–c1+ und matt. Die einzige Verteidigung ist 25. Ka1–b1, aber dann erneuert 25. … Lf6–g5 diese Drohung, und Schwarz gewinnt die Qualität mit gewinnbringendem Vorteil zurück.
Nun jedoch konsolidiert sich Weiß.
25. Dh5–f5! Db5–c4
26. Ka1–b2??
Ein taktisches Übersehen.
Nach 26. Ka1–b1! wäre es nicht ersichtlich gewesen, wie es für Schwarz weitergehen soll, denn auf 26. … Lf6–g5 deckt die Dame auf f5 das Feld c2, sodass die Verteidigung 27. Td2–c2! möglich ist. Versucht Schwarz 26. … Tc3xa3, so hat Weiß die Verteidigung 27. Td1–c1!. Da der König auf b1 und nicht b2 steht, deckt Td2 den Bauern a2. Weiß stünde auf Gewinn.
| \| \| a \| b \| c \| d \| e \| f \| g \| h \| \| \| 8 \| \| \| \| \| \| \| \| \| 8 \| \| 7 \| \| \| \| \| \| \| \| \| 7 \| \| 6 \| \| \| \| \| \| \| \| \| 6 \| \| 5 \| \| \| \| \| \| \| \| \| 5 \| \| 4 \| \| \| \| \| \| \| \| \| 4 \| \| 3 \| \| \| \| \| \| \| \| \| 3 \| \| 2 \| \| \| \| \| \| \| \| \| 2 \| \| 1 \| \| \| \| \| \| \| \| \| 1 \| \| \| a \| b \| c \| d \| e \| f \| g \| h \| \| Stellung nach 26. Ka1–b2?? |   |   |   |   |   |   |   |   |   |
| | a | b | c | d | e | f | g | h |   |
| 8 |   |   |   |   |   |   |   |   | 8 |
| 7 |   |   |   |   |   |   |   |   | 7 |
| 6 |   |   |   |   |   |   |   |   | 6 |
| 5 |   |   |   |   |   |   |   |   | 5 |
| 4 |   |   |   |   |   |   |   |   | 4 |
| 3 |   |   |   |   |   |   |   |   | 3 |
| 2 |   |   |   |   |   |   |   |   | 2 |
| 1 |   |   |   |   |   |   |   |   | 1 |
| | a | b | c | d | e | f | g | h |   |

26. … Tc3xa3!!
Zum zweiten Mal opfert sich ein schwarzer Turm auf a3! Der a3-Bauer ist nicht wirklich gedeckt. Im Unterschied zu 26. Ka1–b1! deckt Turm d2 nicht mehr den Bauern a2. Auf Td1–c1 würde nun Dc4xa2 matt folgen.
Pillsbury versucht es noch mit einem Gegenangriff:
27. Df5–e6+ Kg8–h7
Hier wurde 28. De6–f5+ von vielen Kommentatoren, inklusive Kasparow („sofortiges 28. De6–f5+ hätte den halben Punkt gerettet“, so Kasparow in seinen Partiekommentaren in der Fritz 7-Datenbank) fehlerhaft als Remisvariante angegeben. Der Grund ist, dass ein Schachcomputer aus Performance-Gründen eine Stellung bereits nach der ersten Zugwiederholung als ausgeglichen bewertet (und Kasparow ist dies entgangen), während dies tatsächlich erst nach der dritten Zugwiederholung der Fall ist. Lasker hätte sicherlich den Gewinn 28. … Kh7–g8! 29. Df5–e6+ Kg8–h8! gefunden.
28. Kb2xa3
Hier kündigte Lasker ein Matt in fünf Zügen an:
28. … Dc4–c3+
29. Ka3–a4 b7–b5+!
30. Ka4xb5 Dc3–c4+
31. Kb5–a5 Lf6–d8+
32. De6–b6 Ld8xb6 matt.
Pillsbury verlor fünf der nächsten acht Partien und wurde Dritter hinter Steinitz. Lasker gewann das Turnier und den Weltmeisterschaftszweikampf gegen Wilhelm Steinitz im selben Jahr. Er behielt seinen Weltmeistertitel noch ein weiteres Vierteljahrhundert lang.